# عشق به سالمندان
عشق به سالمندان (نام پیشین: عشق به سالخوردگان) یک سازمان مردم‌نهاد مستقر در ایالات متحده آمریکا است که با هدف کاهش انزوای اجتماعی در میان سالمندان فعالیت می‌کند.

## تاریخچه
در سال ۲۰۱۳، جیکوب کرمر که به‌طور منظم در یک مرکز نگهداری سالمندان داوطلب بود، متوجه تنهایی گسترده میان ساکنان آنجا شد. برای مقابله با این مشکل، او شروع به نوشتن و توزیع نامه‌های دست‌نویس و دلگرم‌کننده به مراکز سالمندان کرد. این ابتکار به‌سرعت گسترش یافت و افراد دیگری نیز به آن پیوستند.
در دوران همه‌گیری کووید–۱۹، این سازمان داستان‌هایی الهام‌بخش از سالمندان گردآوری و پیام‌های ویدیویی انگیزشی برای آن‌ها ارسال کرد. در ۱۵ سپتامبر ۲۰۲۰، سازمان اعلام کرد که نام جدید آن «عشق به سالمندان» خواهد بود. بنیان‌گذار در بیانیه‌ای نوشت: «به این نتیجه رسیده‌ایم که نام پیشین ما دارای عبارتی بود که با اهدافی که هر روز با دل و جان برای آن تلاش می‌کنیم، در تضاد است.»
از ژوئیه ۲۰۲۱، با توجه به نیازهای پس از همه‌گیری، سازمان از ارسال نامه‌های عمومی به مراکز سالمندان به سوی ارسال نامه‌های شخصی برای افراد سالمندِ منزوی روی آورد. تاکنون بیش از ۷۵۰٬۰۰۰ نامهٔ دست‌نویس توسط این سازمان ارسال شده‌است.
این سازمان همچنین روزی با عنوان روز نامه‌ای به سالمند را بنیان گذاشت که در ۲۶ فوریه هر سال برگزار می‌شود  و هدف آن تشویق به نوشتن نامه‌ای برای هر سالمند است.
در ۱۹ مارس ۲۰۲۴، کرمر  یک کتاب تصویری با همکاری یک سازمان غیرانتفاعی به نام «مبادله‌ نامه‌ با مادربزرگ» منتشر کرد که کودکان را تشویق به نوشتن نخستین نامه خود می‌کند.
در سال ۲۰۲۵، کرمر در برنامهٔ نمایش کلی کلارکسون در بخش «انسان‌های فوق‌العاده» حضور یافت.